# Леди Макбет от Мценска околия
 Тази статия е за повестта на Николай Лесков.  За операта на Дмитрий Шостакович вижте Лейди Макбет от Мценска околия (опера).  
„Леди Макбет от Мценска околия“ (на руски: Ле́ди Ма́кбет Мце́нского уе́зда) е повест на руския писател Николай Лесков от 1865 година.
В центъра на сюжета е историята на отегчена провинциална земевладелка, която отравя свекъра и съпруга си и се жени за своя любовник селянин. Повестта е замислена от Лесков като първа част от цикъл, посветен на жени със силен характер, който така и не е реализиран. Тя остава популярна до наши дни, като става основа на едноименна опера на Дмитрий Шостакович и на множество театрални постановки и екранизации.
„Леди Макбет от Мценска околия“ е издавана на български език през 1979 година в превод на Филип Гинев.